# Спинзар
Спинзар (Spinzar) —  афганская текстильная компания «Spinzar Cotton Company», основанная в Кундузе в середине 1920-х годов афганским предпринимателем Шер Ханом Наширом (по другим данным — Абдул Азизом). Строительство завода было обусловлено зарождением товарного хлопководства на северо-востоке Афганистана в провинции Кундуз. 

## Период руководства «Спинзаром» Гулама С. Нашира
Высокий экономический рост производства компании «Спинзар» пришёлся на период правления этнического пуштуна племени гильзай Гулама Сарвара Нашира (1921-1984) — пасынка предпринимателя Шер Хана Нашира (Sher Khan Nashir), преуспевающего промышленника и основателя «Spinzar Cotton Company» в Кундузе в 1920-е годы.
В довоенный период (1979-1989) в эмирате Афганистан «Спинзар» была одной из крупнейших в мире поставщиков хлопка, изготавливала фарфор, владела люксовыми отелями и кинотеатрами.
В Кундузе, компания создала для своих сотрудников хорошие социальные условия: 20 тысячам сотрудников было предоставлено бесплатное жилье и медицинское обслуживание, их дети (за счёт предприятия) получали среднее образование, «в том числе и для девочки», что в Афганистане было большой редкостью.
В Кундузе была основана Наширская библиотека, музей, кинотеатр и театр. Находясь у руководства предприятием Гулам С. Нашир, превратил город и провинцию Кундуз в один из самых благополучных и богатых регионов Эмирата.
Начиная с 1920-х годов, «Спинзар» стала известной во всем мире. На средства компании Кундуз был обеспечен электроэнергией, построены спортивные клубы с теннисными кортами и бассейнами, за пользование которыми не взималась плата. В 1960-1970 годы на заводах «Спинзара» в Кундузе трудились женщины, что было исключительным явлением для афганского общества.
В конце 1970-х годов, в период правления Президента Мухаммеда Дауда, завод был национализирован. Спустя годы, с формированием переходного правительства Афганистана — «Спинзар» вновь перешёл к частному бизнесу.

## 2008 год
По сообщению афганских средств массовой информации в северо-восточной афганской провинции Кундуз, после модернизации французской компанией «Жеогатон» возобновлено производство текстильного предприятия «Спинзар» —«Белое золото».